# マイケル・ブレイゼック
マイケル・ロバート・ブレイゼック（Michael Robert Blazek, 1989年3月16日 - ）は、アメリカ合衆国ネバダ州ラスベガス・バレー出身の元プロ野球選手（投手）。右投右打。

## 経歴

### プロ入りとカージナルス時代
2007年のMLBドラフト35巡目（全体1068位）でセントルイス・カージナルスから指名され、プロ入り。
2013年5月26日にメジャーに初昇格したが登板することなく、すぐに傘下のAAA級メンフィス・レッドバーズへ降格した。その後、6月22日に再昇格し、同日のテキサス・レンジャーズ戦でメジャーデビューを果たした。11試合に救援登板したが、101⁄3回で10四球を出し、防御率も6.97に終わった。

### ブルワーズ時代
2013年9月1日にジョン・アックスフォードとのトレードで、ミルウォーキー・ブルワーズへ移籍した。ブルワーズ加入後は7試合に投げ、1敗を喫したが防御率3.86を記録。シーズン通算では18試合（先発0）に登板し、0勝1敗、防御率5.71、WHIP1.67・171⁄3回で13四球・14奪三振という成績だった。
2014年はメジャー昇格の機会はなく、AAA級ナッシュビル・サウンズで37試合（うち先発17試合）に登板し、4勝4敗1セーブ、防御率4.15、WHIP1.43という成績を記録した。
2015年は2年ぶりにメジャーの舞台に戻り、ブルワーズの救援投手陣の一角として45試合に投げ、5勝3敗、防御率2.43、WHIP1.04という成績を残した。
2016年は41試合に登板し、3勝1敗、防御率5.66を記録した。
2017年4月5日にDFAとなり、10日に40人枠を外れる形でAAA級コロラドスプリングス・スカイソックスへ配属された。7月3日に再びメジャー契約を結んでアクティブ・ロースター入りした。8月13日に再びDFAとなり、8月16日に40人枠を外れる形でAAA級コロラドスプリングスに配属された。10月2日にFAとなった。

### ダイヤモンドバックス傘下時代
2018年1月21日にアリゾナ・ダイヤモンドバックスとマイナー契約を結び、スプリングトレーニングに招待選手として参加することになった。この年はメジャー昇格の機会はなく、オフの11月2日にFAとなった。

### ナショナルズ時代
2019年4月5日に独立リーグであるアメリカン・アソシエーションのリンカーン・ソルトドッグスと契約したが、リーグ開幕前の5月11日にワシントン・ナショナルズとマイナー契約を結んだ。7月22日にメジャー契約を結んでアクティブ・ロースター入りした。7月31日にDFAとなり、8月3日にマイナー契約で傘下のAAA級フレズノ・グリズリーズへ配属され、レギュラーシーズン終了後の9月30日にFAとなった。

### 独立リーグ時代
2020年3月12日に独立リーグ・アトランティックリーグのサザンメリーランド・ブルークラブスと契約したが、リーグの開催が中止となったため登板機会はなかった。

## 詳細情報

### 年度別投手成績
| 年 度    | 球 団    | 登 板 | 先 発 | 完 投 | 完 封 | 無 四 球 | 勝 利 | 敗 戦 | セ 丨 ブ | ホ 丨 ル ド | 勝 率 | 打 者 | 投 球 回 | 被 安 打 | 被 本 塁 打 | 与 四 球 | 敬 遠 | 与 死 球 | 奪 三 振 | 暴 投 | ボ 丨 ク | 失 点 | 自 責 点 | 防 御 率 | W H I P |
| -------- | -------- | ----- | ----- | ----- | ----- | -------- | ----- | ----- | -------- | ----------- | ----- | ----- | -------- | -------- | ----------- | -------- | ----- | -------- | -------- | ----- | -------- | ----- | -------- | -------- | ------- |
| 2013     | STL      | 11    | 0     | 0     | 0     | 0        | 0     | 0     | 0        | 0           | ----  | 52    | 10.1     | 10       | 2           | 10       | 0     | 1        | 10       | 0     | 0        | 8     | 8        | 6.97     | 1.94    |
| 2013     | MIL      | 7     | 0     | 0     | 0     | 0        | 0     | 1     | 0        | 0           | .000  | 32    | 7.0      | 6        | 1           | 3        | 0     | 0        | 4        | 0     | 0        | 4     | 3        | 3.86     | 1.29    |
| '13計    | MIL      | 18    | 0     | 0     | 0     | 0        | 0     | 1     | 0        | 0           | .000  | 84    | 17.1     | 16       | 3           | 13       | 0     | 1        | 14       | 0     | 0        | 12    | 11       | 5.71     | 1.67    |
| 2015     | MIL      | 45    | 0     | 0     | 0     | 0        | 5     | 3     | 0        | 4           | .625  | 222   | 55.2     | 40       | 3           | 18       | 1     | 1        | 47       | 3     | 0        | 17    | 15       | 2.43     | 1.32    |
| 2016     | MIL      | 41    | 0     | 0     | 0     | 0        | 3     | 1     | 0        | 9           | .750  | 201   | 41.1     | 52       | 7           | 27       | 3     | 2        | 36       | 2     | 0        | 31    | 26       | 5.66     | 1.44    |
| 2017     | MIL      | 5     | 1     | 0     | 0     | 0        | 0     | 1     | 0        | 0           | .000  | 37    | 8.2      | 12       | 6           | 1        | 0     | 0        | 7        | 0     | 0        | 9     | 8        | 8.31     | 1.50    |
| 2019     | WSH      | 4     | 0     | 0     | 0     | 0        | 0     | 0     | 0        | 0           | ----  | 26    | 5.0      | 6        | 1           | 5        | 0     | 0        | 0        | 0     | 0        | 4     | 4        | 7.20     | 2.20    |
| MLB：5年 | MLB：5年 | 113   | 1     | 0     | 0     | 0        | 8     | 6     | 0        | 13          | .571  | 570   | 128.0    | 126      | 20          | 64       | 4     | 4        | 104      | 5     | 0        | 73    | 64       | 4.50     | 1.48    |

### 背番号
- 67（2013年 - 同年途中）
- 54（2013年途中 - 同年終了、2015年 - 2017年）
- 52（2019年）